# Fuji (1897)
El Fuji (富士?) fue un acorazado pre-dreadnought de la Armada Imperial Japonesa construido durante la década de 1890. Fue el buque líder de la clase Fuji, a la que también perteneció su buque gemelo Yashima. Los dos participaron activamente durante la guerra ruso-japonesa entre los años 1904 y 1905, incluyendo la batalla de Port Arthur donde el Fuji sufrió daños leves. También participó en la batalla del Mar Amarillo y luego en la decisiva batalla de Tsushima, donde se le atribuye haber dado el disparo que hizo explotar el acorazado ruso Borodino. El 23 de octubre de 1908, el Fuji hospedó al embajador estadounidense en Japón y algunos oficiales de la Gran Flota Blanca que visitaban el país. En 1910 se le reclasificó como buque de defensa costera y en 1922 se le desarmó y convirtió en un buque cuartel. El 18 de junio de 1945, el ataque aéreo sobre Yokosuka dañó gravemente la estructura del buque y terminó siendo desguazado en 1948.

## Diseño y construcción

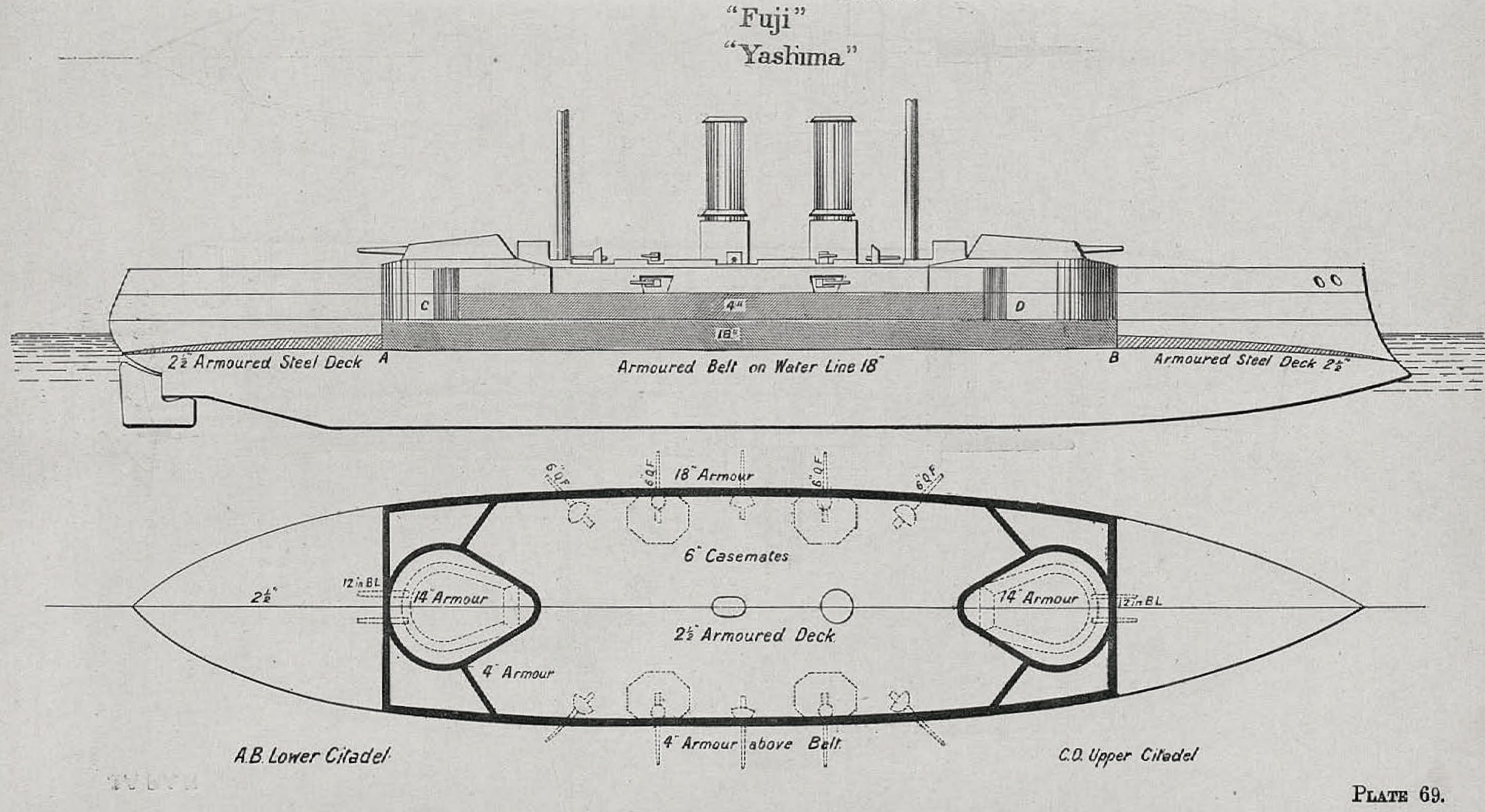
Elevación derecha y planta del Fuji en la edición de 1896 de Brassey's Naval Annual

Japón ordenó la construcción en el Reino Unido de sus dos primeros acorazados, la clase Fuji, en respuesta a la adquisición por parte de la Flota de Beiyang de dos ironclads de fabricación alemana. En esta época, Japón no tenía ni la tecnología ni la capacidad suficiente para construir sus propios buques. El Fuji y su gemelo Yashima fueron diseñados por Philip Watts como versiones más pequeñas de los clase Royal Sovereign británicos, aunque eran un poco más rápidos y con mejor blindaje. 